# Zvonimir Krajina
Zvonimir Krajina (Šibenik, 1923. január 12. – Zágráb, 2010. augusztus 10.), horvát orvosprofesszor, fül-orr-gégész, egyetemi tanár, a Zágrábi Egyetem rektora.

## Élete
A Zágrábi Egyetem Orvostudományi Karán, a fül-orr-gégészet szakon szerzett diplomát 1946-ban. 1947-től 1986-ig az Orvosi Kar šalatai Fül-Orr-Gégészeti Klinikáján dolgozott. Közben 1961-ben a Zágrábi Egyetemen doktorált. 1971-től az egyetem rendes professzora. Orvostudományi Akadémia tagja, és két cikluson át alelnöke. Két ciklusban az Orvostudományi Kar dékánja. 1982 és 1986 között a Zágrábi Egyetem rektora volt. Európai és Amerikai Rhinológiai Társaság tiszteletbeli tagja, az Osztrák és Német Orvostudományi Társaság tagja. 1985-ben életműdíjat kapott. 1986-ban ment nyugdíjba. 1998-ban megkapta a Zágrábi Egyetem emeritus professzora címet.

## Munkássága
Fül-orr-gégész volt, aki ismerte és ügyesen operálta a fej és a nyak minden területét. Fejlesztette az orr- és orrpiramis orr- és funkcionális sebészetét, foglalkozott a fej-nyaki daganatokkal, valamint funkcionális gégesebészettel. Bevezette a részleges gégemetszés (laryngotomia) kímélő módszerét, amelyet „zágrábi módszernek” neveznek. Bátorsággal, nem ritkán merészséggel határos cselekvéssel, nem habozott megbirkózni a legbonyolultabb sebészeti kihívásokkal sem. Határozottan támogatta a tudományon és kísérletezésen alapuló új módszerek bevezetését a fej-nyaki műtét során. Az országban elsőként alkalmazta a lézert a fej-nyaki sebészetben. Megszervezte az első orr- és onkológiai oktatási kurzusokat Európának ebből a  részéből származó kollégái számára.